# Boudeuse
Boudeuse, vereinzelt King Ross genannt, ist eine unbewohnte Koralleninsel im Südwesten der Amiranten, einer Inselgruppe im Indischen Ozean. Die Insel zählt zu den Outer Islands der Seychellen. Von Mahé, der Hauptinsel der Seychellen, ist Boudeuse ungefähr 230 Kilometer entfernt.
Das baumlose Eiland hat eine Fläche von etwa 0,01 km². Es ist, wie fast alle seychellischen Outer Islands, flach und ragt nur etwa vier Meter über den Meeresspiegel hinaus. Von Étoile Cay, ihrer ebenfalls unbewohnten Nachbarinsel, ist Boudeuse etwa 29 Kilometer entfernt.